# MBLAQ
MBLAQ (em coreano:  엠블랙; um acrônimo para Music Boys Live in Absolute Quality ou, em português, Garotos Musicais ao Vivo em Qualidade Absoluta) é um boygroup sul-coreano criado pelo artista Jung Ji-Hoon, mais conhecido como Rain, sob a gravadora J.Tune Entertainment, também conhecida como J.Tune Camp. O grupo consiste dos integrantes Seungho, G.O e Mir. O grupo fez sua primeira aparição em 9 de outubro de 2009, no concerto Legend of Rainism do cantor Rain.
Em 14 de outubro de 2009, o grupo lançou seu primeiro single, "Just BLAQ", que chegou a fazer um pouco de sucesso na Coreia do Sul. Eles então lançaram um extended play (EP) intitulado Y em 19 de maio de 2010 e em 10 de janeiro de 2011, MBLAQ lançou seu primeiro álbum de estúdio, BLAQ Style.

## Historia

### 2009: Just BLAQ
MBLAQ foi anunciado pela primeira vez em 21 de setembro de 2009, com uma aparição na revista Nylon, depois de um treinado de dois anos. O grupo apareceu ao lado de Rain, na turnê Legend of Rainism. Eles apresentaram várias canções de seu EP, Just BLAQ e foram recebidos com louvor, com muitos espectadores no concerto e fãs considerando-os como o próximo TVXQ. O grupo lançou teasers para sua canção de estreia, "Oh Yeah" em 12 de outubro de 2009 com o vídeo da música sendo lançado dois dias depois. Coincidindo com o vídeo da música, o primeiro single do álbum do MBLAQ "Just BLAQ", foi lançado no mesmo dia, superando várias paradas na Coreia do Sul. No dia seguinte, o grupo fez sua estréia no M! Countdown com "Oh Yeah".
No início de dezembro, o grupo estreou no Japão, seguindo o seu desempenho durante o encontro de fãs de Rain. Seu desempenho resultou em um documentário que foi produzido em torno de sua estadia no Japão. Mais tarde, naquele mês, o grupo iniciou as promoções de, "GOOD Luv". Dois vídeos de música foram lançados: um "não oficial" lançado antes do vídeo "oficial" da música, que foi lançado em 10 de dezembro de 2009.
Em maio de 2011, Thunder revelou que o ex-membro Sang Bae deixou o grupo devido à sua saúde precária. Thunder também afirmou que ele só se juntou ao MBLAQ 15 dias antes de sua estréia, e que enquanto ele cantava nas suas performances ao vivo, sua voz não tinha realmente destaque em qualquer uma das faixas gravadas para Just BLAQ devido a limitações de tempo.

### 2010: Y
Em 19 de maio de 2010, o grupo lançou seu segundo álbum single, Y, uma faixa que Rain escreveu, compos, produziu e coreografou. O videoclipe da faixa-título, "Y", foi lançado no mesmo dia à meia-noite com teasers que foram lançados a partir de 6 de maio. MBLAQ ficou em primeiro lugar em 3 de junho de 2010 no M! Countdown, e foi eleito o melhor grupo Rookie no primeiro semestre de 2010 por meio de uma pesquisa realizada por sites de música coreana, obtendo 46% dos votos.
Em 29 de dezembro de 2010, MBLAQ lançou um vídeo teaser da música "Cry", para seu próximo álbum, BLAQ Style.
Em 30 de dezembro de 2010, J.Tune Entertainment se fundiu com JYP Entertainment. No entanto, como MBLAQ faz parte do J.Tune Camp, eles não são considerados como parte da YP Entertainment, ou ter qualquer vínculo com a empresa.

### 2011:BLAQ Style, estréia japonesa, eMona Lisa
Estava previsto inicialmente um retorno do grupo, em novembro de 2010, no entanto, a J. Tune Camp revelou que o MBLAQ retornaria ao cenário musical em janeiro de 2011. MBLAQ exibiu propagandas em ônibus e paradas de ônibus em Seul antes do lançamento de seu álbum. Também foi revelado que MBLAQ participou na produção de BLAQ Style, escolheram pessoalmente todas as músicas presentes no álbum. Seungho afirmou: "Como uma forma de independência [de Rain], que escolhemos pessoalmente todas as músicas e participamos da produção",  com composição de Seungho que tocou piano para a faixa "Sad Memories" e Mir que escreveu as letras de rap para "You're my +".
Em 3 de janeiro de 2011, J.Tune Camp lançou o vídeo da música "Cry" no Youtube, uma faixa R&B produzido por E-Tribe. O vídeo ganhou mais de 500.000 views dentro de uma semana. Entre o lançamento do vídeo de "Cry" e seu álbum, MBLAQ revelou álbum fotos para BLAQ Style. Antes do lançamento de seu álbum, MBLAQ realizou um encontro de fãs para 1.500 fãs em 9 de janeiro, onde os fãs puderam assistir a primeira performance de "Cry" e também a faixa-título, em seguida, uma faixa ainda a ser revelada, "Stay". No mesmo dia a J.Tune Camp anunciou que MBLAQ estarearia no Japão em maio sob o selo da Sony Music Japan.
Em 10 de janeiro de 2011, MBLAQ lançou seu primeiro álbum de estúdio, intitulado BLAQ Style, e dois teasers do vídeo da música "Stay". Depois de apenas um dia de lançamento do álbum, MBLAQ registrou 25.000 pedidos de BLAQ Style. No dia seguinte, a J.Tune Camp lançou o vídeo completo da música Stay no Youtube, que ganhou mais de 400 mil visualizações em uma semana.
Em 13 de janeiro, MBLAQ voltou aos palco no M! Countdown, seguido por performances nos dias 14, 15 e 16 nos programas Music Bank, Music Core, e Inkigayo respectivamente.
MBLAQ foi nomeado Artista do Mês pela MTV Coreia para o mês de fevereiro. Em seguida, lançou uma versão repackaged do seu álbum de estúdio, intitulado BLAQ Style - 3D Edition em 22 de fevereiro de 2011. O disco consiste nas 13 faixas do  BLAQ Style, bem como três novas faixas. Duas das três novas faixas contou com a participação do MBLAQ na sua produção. A faixa "돌아올 수 없는 (Can't Come Back)" foi composta por G.O e as letras foram escritas por ambos G.O e Mir, enquanto a canção intitulada "You" foi escrita e composta por Thunder. Quando foi lançado, BLAQ Style 3D alcançou o número um nas paradas Hanteo. "Again", sua última nova música de BLAQ Style - 3D Edition, foi usada para promover The Fighter na Coreia do Sul.
BLAQ Style 3D foi lançado em Taiwan como um álbum licenciado em 18 de março de 2011 e alcançou o primeiro lugar de 18 a 24 de março no gráfico G-Músic na categoria K-pop e J-pop, sem quaisquer promoções.
J.Tune Camp fez uma conferência de imprensa no final de janeiro com a imprensa japonesa a respeito de seus planos oficiais de estréia japonesa.
Em fevereiro, o MBLAQ visitou o Japão para gravar músicas e ter uma sessão de fotos para seu álbum. Após a sua chegada, 800 jornalistas e fãs se reuniram no aeroporto. MBLAQ lançou seu álbum japonês em 4 de maio de 2011, com performances ao vivo realizada em Osaka, Sapporo, Nagoya, Fukuoka e Tóquio durante a semana.
Em 11 de abril de 2011, o vídeo da música "Your Luv" foi lançado na MTV Japão, e ringtones de "Your Luv" foram lançados no site, Recochoku. Após o lançamento do Your Luv em 19 de abril, foi classificada em primeiro lugar por quatro dias consecutivos no Recochoku. MBLAQ também foram colocados pela primeira vez no gráfico Cellphone Message Music Video. Além disso, as pré-vendas para o singles de MBLAQ, tanto para as edições regular e limitada A e B, se classificaram em primeiro, segundo e terceiro.
Em 3 de maio, MBLAQ começou suas promoções japonesas com seu evento de estréia realizado em Kanagawa Lazona Kawasaki Plaza, reunindo 10.000 fãs. Eles tocaram "Oh Yeah", "Your Luv" e "Daijoubu" e mais de 4.000 CDs foram vendidos durante o evento. Your Luv alcançou a segunda posição no Oricon Daily Charts em 3 de maio, o que era antes sua estréia oficial japonesa e data de lançamento. Em 4 de maio, sua data de estréia oficial, Your Luv chegou a primeira posição no Oricon Daily Charts, vendendo mais de 11,000 CDs. Uma semana depois de sua estréia, MBLAQ alcançou a segunda posição no Oricon Weekly Charts, vendendo mais de 40.000 cópias de Your Luv. Em junho, foi anunciado que "Your Luv" seria usada no anime japonês, adaptação do "Blade".
Em julho de 2011, MBLAQ revelou que iria lançar um mini-álbum intitulado Mona Lisa. O álbum foi lançado on-line em 12 de julho de 2011. O álbum chegou às lojas três dias depois, em 15 de julho. As pré-vendas on-line começaram em 8 de julho de 2011, e o vídeo da completo da música foi lançado em 12 de julho à meia-noite através de vários sites de música coreana e no canal oficial no YouTube da J.Tune Camp. O conceito do álbum é "obras celebradas" com os membros tendo que escolher pessoalmente figuras famosas da história para parodiar. Mir escolheu The Beatles, Thunder escolheu Boy George, Lee Joon escolheu Zorro, G.O escolheu James Dean, e Seungho escolheu  Papillon. O álbum é composto por seis novas faixas.
Em 14 de julho, MBLAQ voltou aos palcos no M! Countdown, seguido por performances nos dias 15, 16 e 17 no Music Bank, Music Core, e Inkigayo respectivamente. No dia 15 de julho, quando Mona Lisa foi lançado nas lojas, alcançou o número um nos gráficos diários e semanais da Hanteo em tempo real.
Em 15 de julho,a  J.Tune Camp revelou que, desde 8 de julho, Mona Lisa teve 30 mil pré-encomendas, com os fãs internacionais, em especial os fãs japoneses, pedindo mais cópias. A J.Tune Camp afirmou a produção de mais 50.000 cópias para atender a demanda.
Em setembro, MBLAQ chegou à posição número um no site de música alemã Viva com o vídeo da música "Mona Lisa" por ter conquistado 111.000 pontos de visita em um curto período de tempo. "Mona Lisa" ficou 68 dias consecutivos no gráfico Popcore TV da Bulgária. No mesmo mês, foi revelado que o novo single japonês do MBLAQ, "Baby U", seria usado como tema de abertura do anime japonês Belzebub.
A faixa-título, "Baby U", de seu novo álbum single foi lançado em 26 de outubro de 2011. Baby U! chegou ao número dois no Oricon Daily Chart em sua data de lançamento, vendendo mais de 22.000 cópias. Como parte de suas promoções, MBLAQ viajou para Nagoya em 28 de outubro, para Osaka no dia 29, e Tóquio no dia 30 para comemorar o lançamento de seu novo single. Em 30 de outubro, 1.500 fãs foram escolhidos por um sorteio entre 12.500 pessoas que se reuniram no local para participar da performance ao vivo e Great Bingo Tournament. No último dia, 23 mil fãs se reuniram para o evento especial High five, bem como performances.  Baby U! chegou a número dois no Oricon Weekly Chart, vendendo um total de 45.624 cópias na primeira semana. A canção também alcançou o número um no Japão no gráfico Billboard Hot Animation.

### 2012:100% Ver.,BLAQ Memories, e primeira turnê pela Ásia
Em 1 de janeiro de 2012 um teaser vídeo para o quarto extended play do MBLAQ foi lançado, incluindo seu single, "낙서 (Scribble)". Estranhamente, no entanto, as legendas na tela não eram da letra da canção. No vídeo teaser, Lee Joon está lutando com Thunder por uma mulher, e, finalmente, aponta sua arma para mata-lo. O vídeo foi percebido como muito diferente em relação aos vídeos anteriores do MBLAQ, esta foi a primeira vez que o grupo havia produzido um vídeo com história que incorporou a ação e sequências de ação. As legendas foram posteriormente reveladas, no segundo vídeo teaser da música, seja pelo seu primeiro single "전쟁 이야 (This is War)".
Em 5 de janeiro, MBLAQ lançou o teaser de "This is War" no canal oficial no YouTube da J.Tune Camp. O vídeo revela os cinco membros em cena conjunto, e alguns pequenos trechos do vídeo da música completa. O teaser termina com os membros de pé no centro do palco com uma orquestra de cordas reunidos em cada lado deles, atirando para o público e termina com um splatter de sangue violento que revela o nome de seu primeiro single, "전쟁 이야 (This is War)". No mesmo dia, a primeira foto do conceito também foi lançada pela J.Tune Camp. Os diretores afirmaram que Mir, queria raspar a cabeça, porém eles levaram as opiniões dos fãs em consideração e só deixaram o membro fazer um moicano.
J. Tune Entertainment anunciou que o quarto mini-álbum do MBLAQ foi intitulado de 100% Ver., porque "[ele] é uma expressão de satisfação e confiança na qualidade do álbum do MBLAQ.". Ele mostra que MBLAQ tem se esforçado muito na confecção do álbum.
Os membros não falaram muito sobre o seu single, "낙서 (Scribble)". Os membros do grupo apenas disseram: "Você vai ser capaz de saber sobre esta canção, ouvindo ao invés de nós explicar sobre isso." Scribble ", foi lançado em sites de música no dia 3 de janeiro de 2012. Quando "Scribble" foi lançado, alcançou o número um na Soribada e Bugs Music, número três no de Mnet's Music chart, e número quatro na Cyworld Music. "Scribble" também foi promovida juntamente com o seu primeiro single, "전쟁 이야 (This is War)", várias vezes no palco como o seu segundo single do 100% Ver.
O vídeo completo de "전쟁이야 (This is War)" foi lançado quatro dias depois, em 10 de janeiro de 2012. Lee Joon reprisou seu papel como a imagem principal recorrente do MBLAQ no vídeo da música como um assassino mortal, mas de bom coração. Thunder também apareceu como um ator principal no vídeo da música como amigo mais próximo do assassino. O desempenho na atuação, em especial, Lee Joon foram positivamente revisada por fãs e navegadores de internet.
100% Ver. foi lançado no mesmo dia em que o vídeo da música, contendo um total de cinco músicas: "Run", "전쟁이야 (This is War)", “낙서 (Scribble)”, "아찔한 그녀 (She's Breathtaking)", e "Hello My Ex" respectivamente. Foi revelado que 100% Ver. do MBLAQ tinha recebido mais de 40 mil pré-encomendas. O vídeo da música This is War, chegou a 1 milhão de visualizações em uma semana. MBLAQ ganhou oM! Countdown por 2 semanas seguidas com This is War.
No início de fevereiro, Mir compartilhou uma foto em seu Twitter de G.O trabalhando duro em um novo álbum (BLAQ% Ver.) para MBLAQ. Em 1 de março, MBLAQ começaram suas promoções para Run no M! Countdown, Seungho também machucou as costas na pré-gravação do M! Countdown, e um vídeo de sua prática de dança para Run foi lançado on-line no mesmo dia no canal no YouTube da J.Tune Camp.
Em 7 de março, MBLAQ lançou um álbum de compilação intitulado MBLAQ Memories - Best in Korea. O álbum é composto de muitas canções de seus lançamentos coreanos, e inclui também uma versão japonesa de You're My +. Após o seu lançamento, o álbum desembarcou em # 9 na Oricon Daily Chart.

### 2013:Sexy Beat
Em 28 de maio, um vídeo teaser para 스모키걸 (Smoky Girl), a faixa-título de seu Sexy Beat, foi lançado no canal oficial no YouTube da J. Tune Entertainment. MBLAQ mencionou em um vídeo de bastidores que fariam seu comeback com a canção Smoky Girl, descrita pelo membro Mir como uma canção viciante com coreografia sexy. O líder Seungho confirmou no vídeo que MBLAQ faria seu retorno na primeira semana de junho. Em 4 de junho, o vídeo da música Smoky Girl foi lançado on-line e MBLAQ realizou um showcase no mesmo dia do lançamento do vídeo da música, que foi transmitido ao vivo em vários sites, como Mwave da Mnet. Sexy Beat, o quinto EP do MBLAQ também foi lançado em 4 de junho, que é composto por seis faixas com 스모키걸 (Smoky Girl) como sua faixa-título.

## Música, dança e influência
Inicialmente, estreando como um grupo mais focado em dance e pop, MBLAQ, desde então, experimentou diferentes gêneros. "Oh Yeah" e "Y" são faixas dance pop, "My Dream", "Last Luv" e "Rust" são baladas, "Bang Bang Bang" é uma balada rock, "Cry" é uma faixa R&B e "Stay" é uma faixa que mistura hip-hop, eletrônica e rock.
Com  Rain sendo seu mentor e grande influência, ele tem escrito, composto, produzido e coreografado algumas faixas para MBLAQ, incluindo "Oh Yeah", "G.O.O.D Luv", e "Y". Para o lançamento de Just BLAQ e Y, MBLAQ focou fortemente em sua performance com forte coreografia. Com BLAQ Style, MBLAQ decidiu se concentrar mais na música e melodia ao invés da coreografia.
A faixa Run do EP 100% Ver. foi coreografada por mestres de Taekwondo.